# قلعه گلی روستای مظفر
بقایای قلعه گلی روستای مظفر مربوط به دوره ساسانیان است و در شهرستان قیروکارزین، بخش افزر، دهستان افزر، ۳۰۰ متری شرق روستای مظفر واقع شده و با شمارهٔ ثبت ۲۶۶۴۴ به‌عنوان یکی از آثار ملی ایران به ثبت رسیده است.